# Benowo
Benowo [bɛˈnɔvɔ] (deutsch Bönhof, auch Bönhoff, früher Benhoff) ist ein Dorf der Landgemeinde Ryjewo im Powiat Kwidzyński der Woiwodschaft Pommern in Polen.

## Geographische Lage

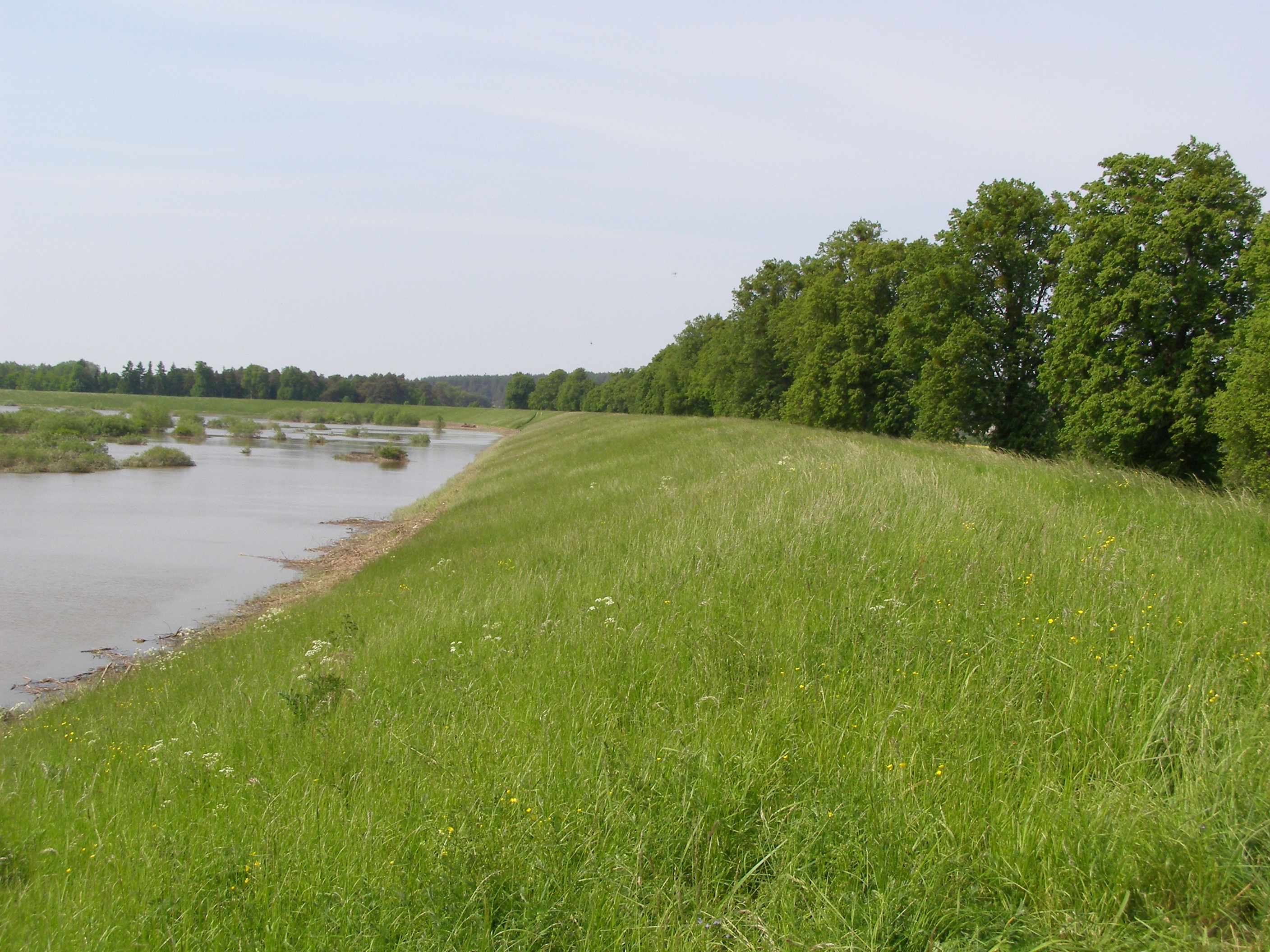
Hochwasser der Weichsel bei Benowo, Mai 2010

Das Dorf liegt im ehemaligen Westpreußen, etwa 8 km westlich von Sztum (Stuhm), 18 km nördlich von Kwidzyn (Marienwerder), 56 km südlich von Danzig und etwa 4,5 km südöstlich der Weichsel, wo Nogat und Leniwka (Tote Weichsel) abzweigen.

## Geschichte
Die erste Erwähnung der Ortschaft stammt aus dem Jahr 1376 (Beenhof). Die Waldmeister der Kommende Marienburg hatten ihren Sitz zu Beenhof (auch Bienhof geschrieben, offenbar gleich Bienenhof). Damals wurde ein Waldmeister zu Beenhof namens Michael … erwähnt, der direkt an die Komturei Marienburg berichtete. An seine Stelle trat in dem Jahr Johann vom Felde, der bis 1381 amtierte.
In Bönhof richtete der Deutsche Orden im 14. Jahrhundert ein Vorwerk ein. Hier wurde zudem eine Poststation eingerichtet. Die Ortschaft, die im 14. Jahrhundert zum Deutschordensstaat gehörte, kam nach dem Zweiten Frieden von Thorn 1466 zum autonomen Preußen Königlichen Anteils (Westpreußen), das sich freiwillig der Oberhoheit der polnischen Krone unterstellt hatte, und die naheliegende Stadt Marienwerder war Teil des Herzöglichen Preußen.
Während des Dreißigjährigen Krieges und der darauffolgenden – als Schwedische Sintflut bekannten – schwedischen Besetzung des Weichseldeltas (Beginn 1626) wurde Pommern Ort vieler militärischer Auseinandersetzungen zwischen polnischen und schwedischen Truppen. Am 26. Juni 1629 endete bei Trzciano (Honigfelde), nicht weit von Bönhof, die Schlacht bei Honigfelde mit dem Sieg des polnischen Hetman Stanisław Koniecpolski über Gustav Adolf. Dieser Misserfolg beendete den schwedischen Vorstoß nach Süden und zwang die Schweden dazu, Marienwerder wieder aufzugeben und sich in das Weichseldelta zurückzuziehen. Ein kleiner Schrein wurde zum Gedenken an den Sieg von Koniecpolski gebaut, es gibt auch einen Gedenkstein.
Im 17. Jahrhundert entwickelte sich Bönhof zu einem Dorf. Seit der ersten polnischen Teilung 1772 gehörte es zum Königreich Preußen.
Die katholische Pfarrkirche in Bönhof wurde in den Jahren 1881 bis 1886 erbaut und am 8. September 1897 geweiht. Die Kapelle in Jarzębina (Schulwiese) wurde um 1930 erbaut. Die Parafia Najświętszego Serca Pana Jezusa w Benowie (Pfarrei des Heiligen Herzens Jesu), eine römisch-katholische Pfarrei, die zum Bistum Elbląg gehört, wurde am 28. November 1907 gegründet, sie wurde am 1. Januar 1960 vom damaligen Bischof von Ermland, Andreas Thiel, wieder gegründet. Die katholische Kirchengemeinde umfasst die Dörfer Benowo, Jarzębina, Borowy Młyn, Rudniki, Szkaradowo Szlacheckie und Barcice.
In Bönhof wurde (1894) Forstgerichtstag abgehalten. 1905 hatte Bönhof 618 Einwohner.
In Meyers Orts- und Verkehrslexikon des Deutschen Reiches 1912/13 wurde Bönhof als Dorf, zum Standesamt Schardau gehörig, angegeben. 566 Einwohner wurden gezählt, als vorkommende Gewerbe wurden Molkereien und Mühlen angeführt.
Aufgrund der Bestimmungen des Versailler Vertrags stimmte die Bevölkerung im Abstimmungsgebiet Marienwerder, zu dem Bönhof gehörte, am 11. Juli 1920 über die weitere staatliche Zugehörigkeit zu Ostpreußen (und damit zu Deutschland) oder den Anschluss an Polen ab. In Bönhof stimmte die überwiegende Mehrheit der Einwohner für den Verbleib bei Ostpreußen.
Zum 1. Dezember 1928 erfolgte der Zusammenschluss der Landgemeinden Bönhof und Schulzenweide und des Gutsbezirks Rehhof, Forst (teilweise) im Amtsbezirk Oberförsterei Rehhof zur neuen Landgemeinde Bönhof. Am 15. November 1929 folgte die Eingliederung der Landgemeinde Bönhof (teilweise) aus dem Amtsbezirk Oberförsterei Rehhof und der Landgemeinde Montauerweide aus dem Amtsbezirk Dorf Rehhof in den Amtsbezirk Schardau.
Bönhof gehörte im Jahr 1945 zum Landkreis Stuhm im Regierungsbezirk Marienwerder im Reichsgau Danzig-Westpreußen des Deutschen Reichs.
Gegen Ende des Zweiten Weltkriegs besetzte im Frühjahr 1945 die Rote Armee die Region. Kurz danach wurde Bönhof seitens der sowjetischen Besatzungsmacht zusammen mit der südlichen Hälfte Ostpreußens der Volksrepublik Polen zur Verwaltung überlassen. Die polnische Ortsbezeichnung „Benowo“ wurde eingeführt. Es wanderten nun polnische Zivilisten zu, die zum Teil aus von der Sowjetunion besetzten Gebieten östlich der Curzon-Linie kamen. Soweit die Dorfbewohner nicht geflohen waren, wurden sie in der darauf folgenden Zeit größtenteils von der polnischen Administration aus Bönhof vertrieben.
Im Zeitraum 1975–1998 gehörte das Dorf administrativ zur Woiwodschaft Elbląg.

### Demographie
| Jahr | Einwohner | Anmerkungen |
| ---- | --------- | --- |
| 1783 | –         | königliches Dorf, Amt Stuhm, 17 Feuerstellen (Haushaltungen), in Westpreußen                                                         |
| 1818 | 323       | königliches Dorf, Amt Stuhm |
| 1852 | 669       | Dorf |
| 1864 | 742       | Dorf, darunter 256 Evangelische und 477 Katholiken                                                                                   |
| 1885 | 739       | am 1. Dezember, davon 264 Evangelische, 474 Katholiken, sieben sonstige Christen und zwölf Juden                                     |
| 1910 | 566       | Landgemeinde, am 1. Dezember, darunter 157 Evangelische, 405 Katholiken und drei Sonstige; 291 Personen mit polnischer Muttersprache |
| 1933 | 699       | [ 13 ] |
| 1939 | 686       | [ 13 ] |

## Baudenkmäler

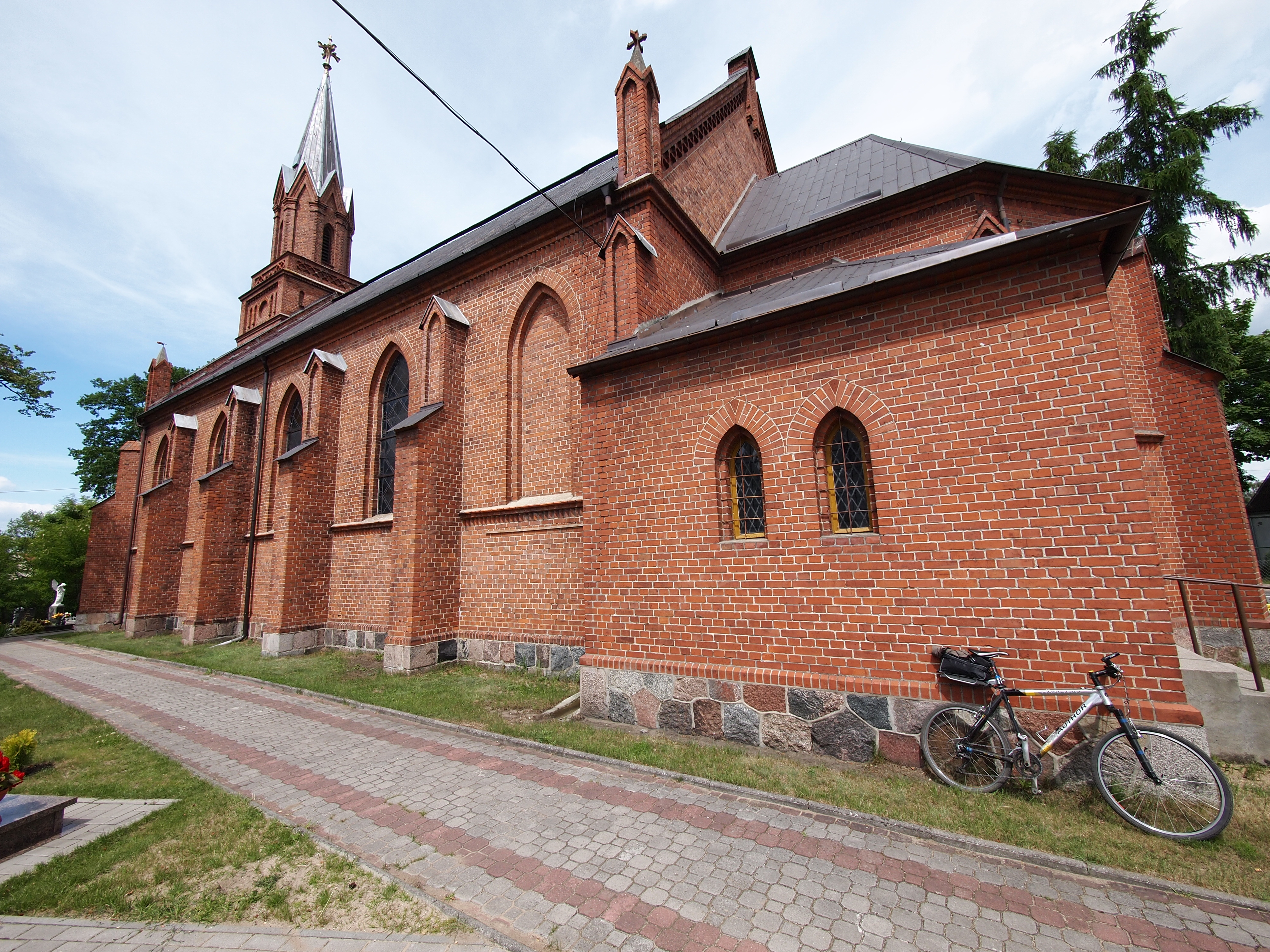
Die katholische Dorfkirche in Benowo, gebaut 1881–1886

Das Denkmalregister des Narodowy Instytut Dziedzictwa (NID) listet diese örtlichen Baudenkmäler:
- Herz-Jesu-Kirche, 1881–1886, Registriernummer: A-1451 vom 12. April 1994, neugotische Kirche, mit einem ausgedehnten Rippengewölbe bedeckt, im Inneren ein gotisches Taufbecken[16]
- Kirchhof, Registriernummer: A-1451 vom 12. April 1994

Im Norden des Dorfes kann man an der Straße nach Biała Góra (Weißenberg) die Überreste der Erdbefestigungen des schwedischen Festungslagers mit Wällen in Form eines großen, regelmäßigen Platzes sehen.
In den Jahren 2002 bis 2004 führte Adam Chęć von der Nikolaus-Kopernikus-Universität Toruń hier archäologische Ausgrabungen durch.

## Verkehr
Der Ort liegt an der Woiwodschaftsstraße Droga wojewódzka 606.

## Persönlichkeiten
- Max Danielsohn (1879–1942), am 18. August 1942 im KZ Riga-Kaiserwald von den Nationalsozialisten ermordet, Stolperstein in Berlin-Charlottenburg
- Horst Krause (* 1941 in Bönhof), Schauspieler.